# Кольнбург
Кольнбург (нім. Kollnburg) — громада в Німеччині, розташована в землі Баварія. Підпорядковується адміністративному округу Нижня Баварія. Входить до складу району Реген.
Площа — 59,52 км2. Населення становить 2767 ос. (станом на 31 грудня 2020).